# Barygenys apodasta
Espèce
Barygenys apodasta est une espèce d'amphibiens de la famille des Microhylidae.

## Répartition
Cette espèce est endémique de l'île Woodlark dans les îles Trobriand en Papouasie-Nouvelle-Guinée.

## Publication originale
- Kraus, 2013 : Two New Species of Frogs Related to Barygenys exsul (Microhylidae) from New Guinea. Herpetologica, vol. 69, no 3, p. 314-328.